# فرودگاه رانگل
فرودگاه رانگل (به انگلیسی: Wrangell Airport) یک فرودگاه همگانی با کد یاتا WRG است که یک باند فرود آسفالت دارد و طول باند آن ۱۸۲۸ متر است. این فرودگاه در کشور ایالات متحده آمریکا قرار دارد و در ارتفاع ۱۳٫۴ متری از سطح دریا واقع شده است.